# Johann Ludwig Nüscheler

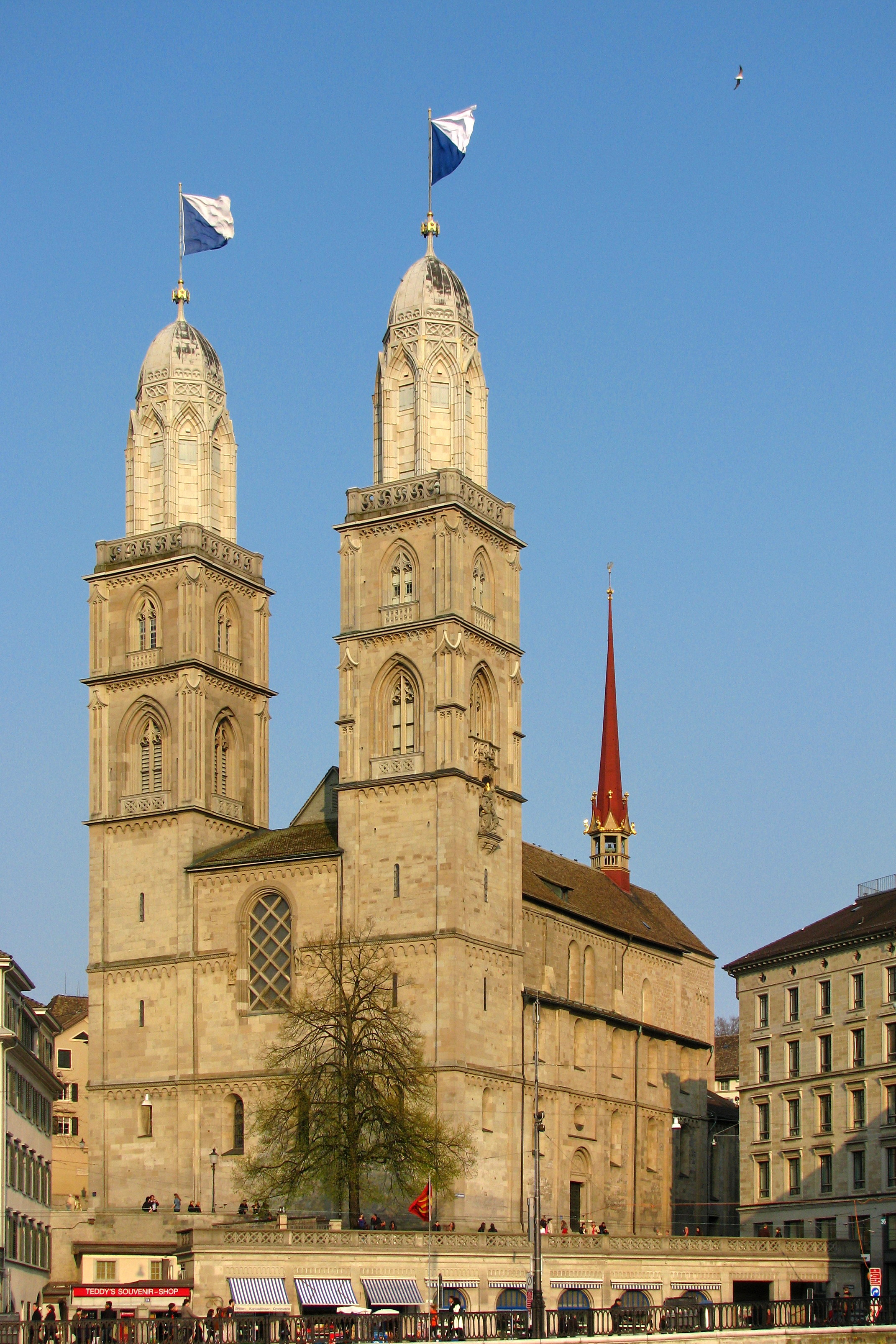
Westfassade des Grossmünsters

Johann Ludwig Nüscheler (getauft am 13. Oktober 1672 in Seengen, Kanton Aargau; † 27. April 1737 in Zürich) war ein Schweizer reformierter Pfarrer und Antistes der Zürcher Kirche. 

## Leben
Johann Ludwig Nüscheler wurde 1672 als Sohn des Pfarrers Felix Nüscheler und seiner Ehefrau Emeretia Hofmeister geboren. Er begann in Zürich ein Studium der Theologie, das er auf verschiedenen Studienreisen fortsetzte. So war er ab 1694 in der Hohen Landesschule in Hanau eingeschrieben.
1699 wurde Johann Ludwig Nüscheler reformierter Pfarrer in Grönenbach. Er trat die Nachfolge von Johann Heinrich Ulrich in diesem Amt an. Der Spanische Erbfolgekrieg zwang ihn 1703 zur Flucht in die Schweiz. 1706 wurde er Diakon in St. Peter in Zürich. In den Folgejahren übernahm er einige Ämter innerhalb der Stadt, so unter anderem ab 1711 als Schulherr und 1713 als Pfleger im Almosenamt. 1718 wurde er zum Antistes der Zürcher Kirche gewählt und Pfarrer im Grossmünster. Er verteidigte den Consensus Helveticus und erwies sich so als ein ausgesprochener Vertreter der Spätorthodoxie.
Nachdem er 1731 einen Schlaganfall erlitten hatte, konnte Johann Ludwig Nüscheler sein Amt in Zürich nicht mehr ausüben, blieb aber bis zu seinem Tod 1737 offiziell Antistes. Sein Nachfolger wurde Johann Conrad Wirz, der bereits seit 1731 stellvertretender Antistes war.